# Haustellum cabritii
Haustellum cabritii är en snäckart som först beskrevs av Bernardi 1859.  Haustellum cabritii ingår i släktet Haustellum och familjen purpursnäckor. Inga underarter finns listade i Catalogue of Life.